# Égerfa-rozsdástapló
Az égerfa-rozsdástapló (Mensularia radiata) a Hymenochaetaceae családba tartozó, Európában és Észak-Amerikában honos, égeren vagy más lombos fákon élő taplógombafaj. Egyéb elnevezései: ráncos likacsosgomba, ráncos rozsdástapló.

## Megjelenése
Az égerfa-rozsdástapló termőteste 3-10 cm széles, 1-3 cm vastag és 3-6 cm-re áll ki a fából, alakja félkörös vagy vese formájú; metszetben háromszögletű. Szinte mindig több gomba nő egymás fölött vagy mellett, sokszor egybe is olvadnak. Néha felső felszíne minimális, amely alatt lefelé hosszan elnyúlik a termőréteg. Felülete bársonyos, gyakran sugarasan ráncos. Kezdetben okker-, barack- vagy rozsdasárga, majd rozsdabarna színű. Fiatalon könnyező és széle világosabb, kerekebb, amely idővel élesebbé válik. Húsa rozsdabarna, nagyon kemény, szívós. Szaga nem jellegzetes, íze keserű.
Alsó termőrétege lyukacsos, a 3-10 mm mély pórusok sűrűn (2-4/mm) helyezkednek el. Színe sárgás-, majd rozsdabarnás, fiatalon selymesen fénylő.
Spórapora halvány sárgásbarna. Spórája szélesen ellipszoid, sima, mérete 4,5-6,5 x 3,5-4,5μm.

### Hasonló fajok
Fiatal példányaira a könnyező rozsdástapló hasonlíthat, de az nagyobb, inkább egyesével nő és jóval több sötét mézszínű folyadékcseppet választ ki. 

## Elterjedése és termőhelye
Európában és Észak-Amerikában honos. Magyarországon ritka.
Korhadó vagy legyengült lombos fákon nő (elsősorban égeren, ritkábban nyíren vagy bükkön) amelyeben fehérkorhadást okoz. Minden évben nyár elején új termőtestet fejleszt, amely nyár végén-ősszel termeli spóráit. 

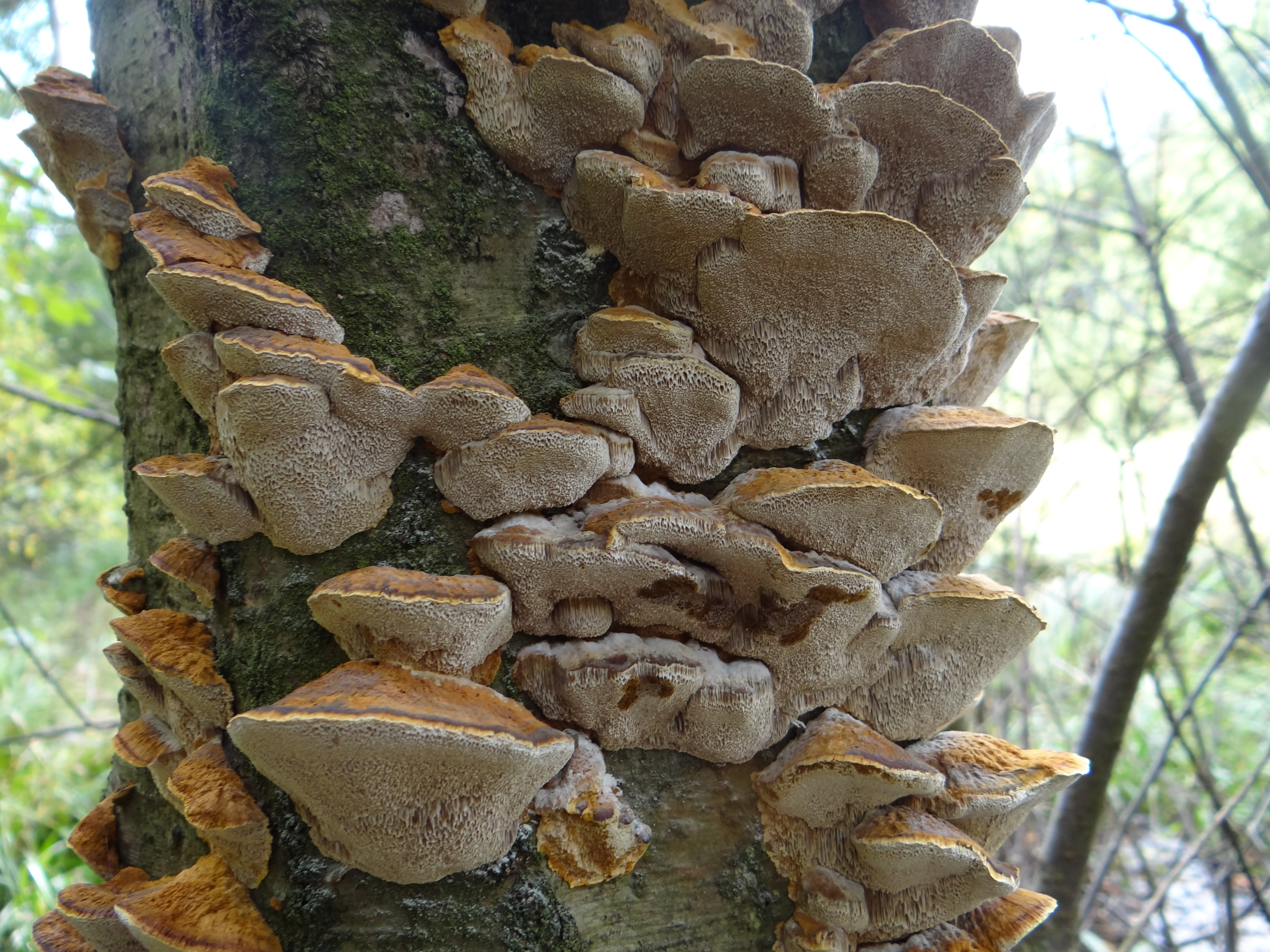
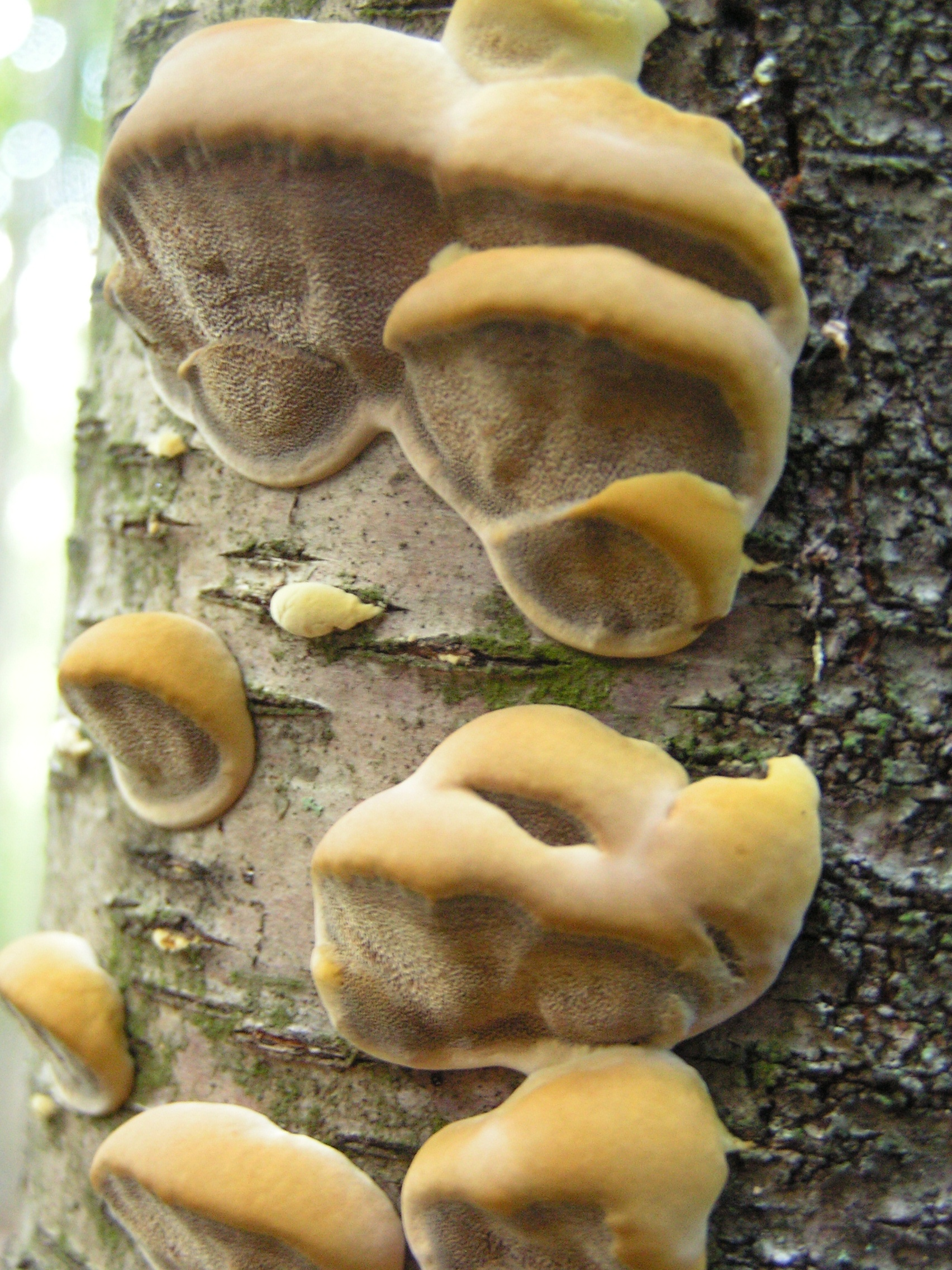
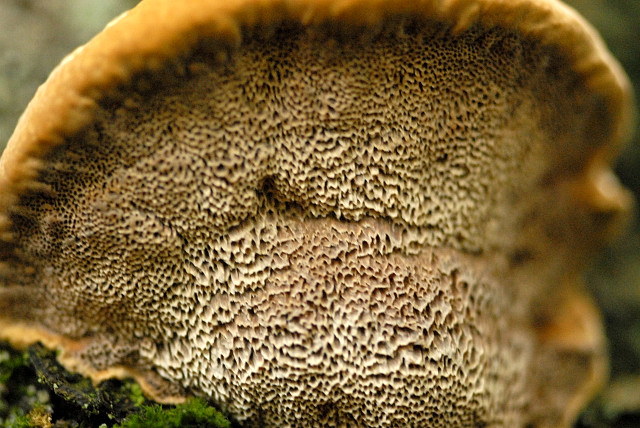
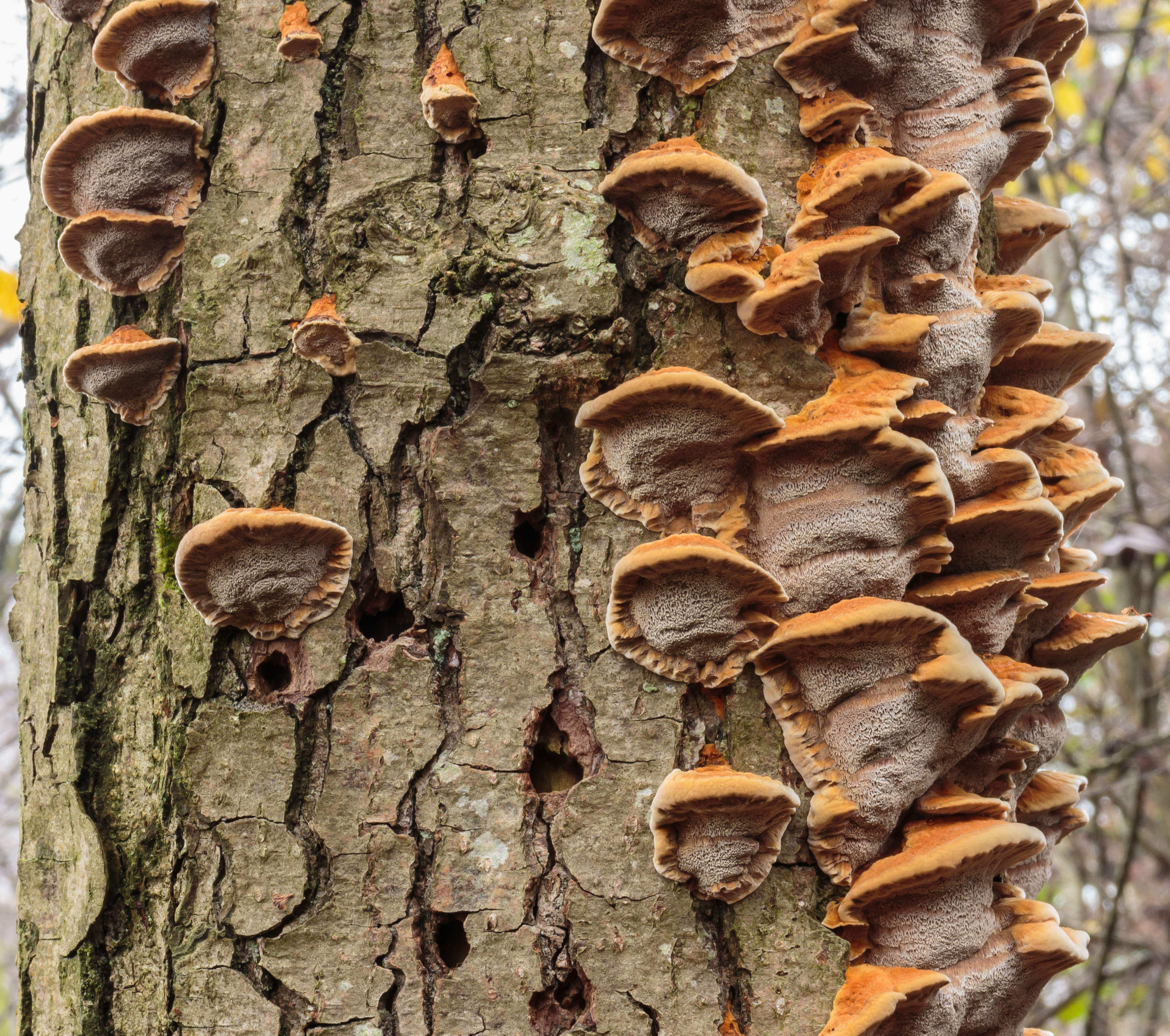
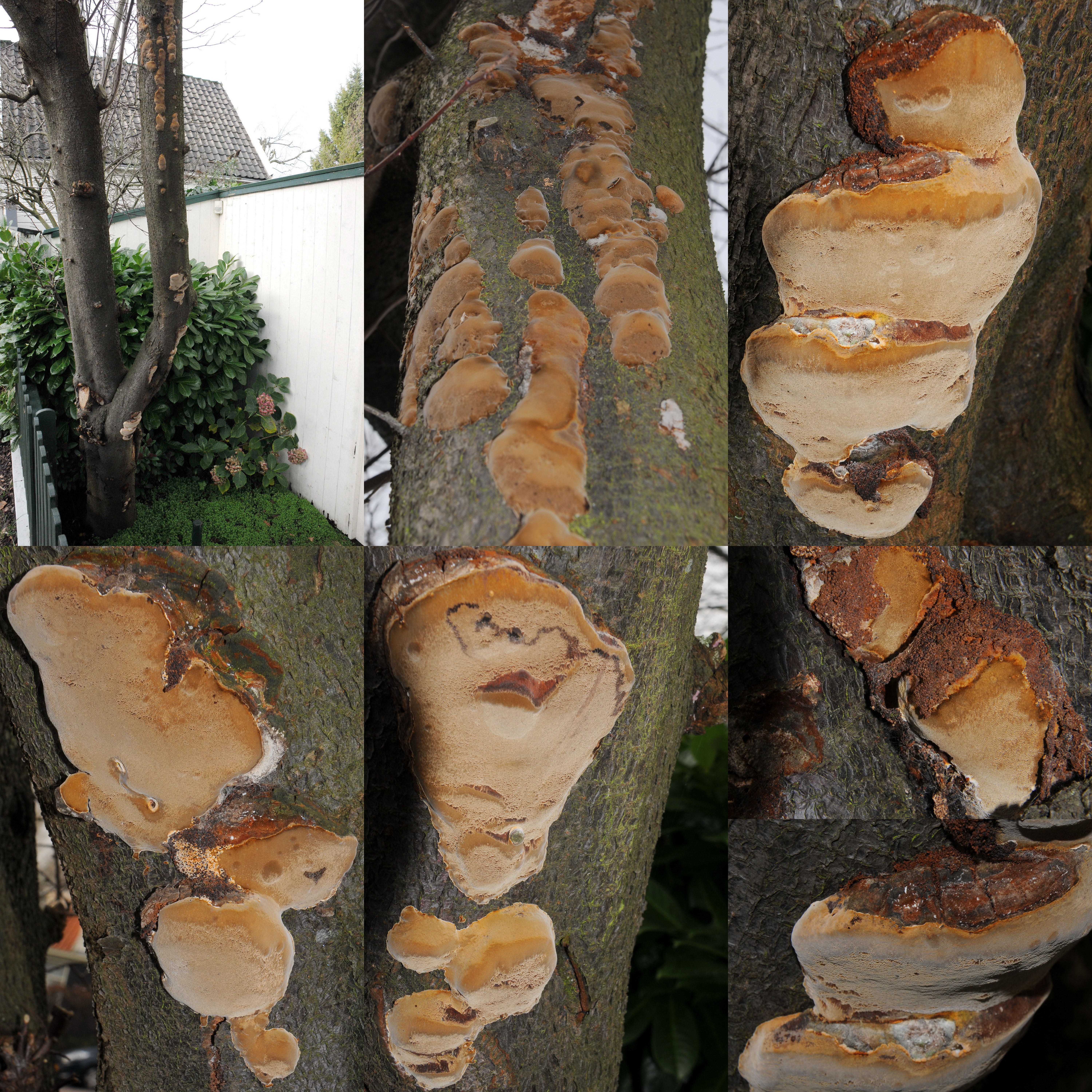

Nem ehető.